# 김영민 (배우)
김영민(金永敏, 1971년 11월 5일 ~ )은 대한민국의 배우이다. 
- 1991년 연극배우 첫 데뷔하였으며 2001년 영화배우 데뷔하였다.

## 학력
- 구로고등학교 1991년 2월 (졸업)
- 서울예술대학 연극과 (전문학사)

## 출연 작품

### 영화
| 연도 | 제목                         | 역할            | 비고     |
| ---- | ---------------------------- | --------------- | -------- |
| 2001 | 수취인불명                   | 지흠            |          |
| 2003 | 봄 여름 가을 겨울 그리고 봄  | 청년승          |          |
| 2003 | 나는 나를 파괴할 권리가 있다 | 동식            |          |
| 2006 | 잔혹한 출근                  | 진눈깨비 도깨비 |          |
| 2006 | 아주 특별한 손님             | 장기용          |          |
| 2008 | 경축! 우리 사랑              | 구상            |          |
| 2008 | 멋진 하루                    | 대희            |          |
| 2009 | 불꽃처럼 나비처럼            | 고종            |          |
| 2009 | 킬미                         | 민 실장         |          |
| 2011 | 미안해, 고마워               | 영진            |          |
| 2011 | 화이트: 저주의 멜로디        | 이태용          |          |
| 2011 | 퍼펙트 게임                  | 강성태          |          |
| 2013 | 화이: 괴물을 삼킨 아이       | 정민            |          |
| 2014 | 살인자                       | 지수 부         | 우정출연 |
| 2014 | 일대일                       | 오현            |          |
| 2015 | 마돈나                       | 상우            |          |
| 2015 | 협녀, 칼의 기억              | 고려 왕         |          |
| 2016 | 해어화                       | 피디            | 특별출연 |
| 2016 | 그물                         | 동식            |          |
| 2016 | 허니문 호텔 살인사건         |                 |          |
| 2017 | 대립군                       | 전령            | 우정출연 |
| 2019 | 크게 될 놈                   | 강 교도관       |          |
| 2019 | 계절과 계절 사이             | 현우            |          |
| 2020 | 찬실이는 복도 많지           | 장국영          |          |
| 2020 | 프랑스여자                   | 황성우          |          |
| 2022 | 말임씨를 부탁해              | 종욱            |          |
| 2023 | 소녀작가 입문기              | 형규 역         |          |

### 드라마
| 연도 | 방송사     | 제목             | 역할        | 비고     |
| ---- | ---------- | ---------------- | ----------- | -------- |
| 2008 | MBC        | 천하일색 박정금  | 최 씨       | 52부작   |
| 2008 | MBC        | 베토벤 바이러스  | 강건우      | 18부작   |
| 2016 | JTBC       | 판타스틱         | 최진태      | 16부작   |
| 2018 | tvN        | 나의 아저씨      | 도준영      | 16부작   |
| 2018 | MBC        | 숨바꼭질         | 문재상      | 48부작   |
| 2019 | OCN        | 구해줘 2         | 성철우      | 16부작   |
| 2019 | tvN        | 사랑의 불시착    | 정만복      | 16부작   |
| 2020 | JTBC       | 부부의 세계      | 손제혁      | 16부작   |
| 2020 | JTBC       | 사생활           | 김재욱      | 16부작   |
| 2022 | tvN        | 군검사 도베르만  | 용문구      | 16부작   |
| 2022 | KBS2       | 커튼콜           | 리영훈      | 특별출연 |
| 2024 | Netflix    | 돌풍             | 강상운      | 12부작   |
| 2024 | TVING, tvN | 좋거나 나쁜 동재 | 위원장 대리 | 10부작   |

### 연극
- 2010년 《돈키호테》 ... 카데니오 역
- 2012년 《M.Buttefly》 ... 르네 역
- 2013년 《칼집 속의 아버지》 ... 갈매 역
- 2015년 《M.Butterfly》 ... 르네 갈리마르 역
- 2015년 《살짝 넘어갔다가 얻어맞았다》 ... 수철 역
- 2015년 《나무 위의 군대》 ... 분대장 역
- 2017년 《혈우》 ... 최의 역

## TV 프로그램
- 2020년 SBS 런닝맨 - 게스트 출연 (515회, 2020년 8월 9일 방송분 출연)

## 수상 및 후보
| 연도 | 시상식                         | 부문                             | 작품                       | 결과 |
| ---- | ------------------------------ | -------------------------------- | -------------------------- | ---- |
| 2010 | 대한민국 연극대상              | 남자연기상                       | 돈키호테                   | 수상 |
| 2018 | MBC 연기대상                   | 주말특별기획부문 남자 우수연기상 | 숨바꼭질                   | 후보 |
| 2020 | 제56회 백상예술대상            | TV부문 남자 조연상               | 부부의 세계                | 후보 |
| 2020 | 제56회 백상예술대상            | 영화부문 남자 조연상             | 찬실이는 복도 많지         | 후보 |
| 2021 | 제7회 아시아태평양 스타 어워즈 | 남자 연기상                      | 부부의 세계, 사랑의 불시착 | 수상 |